# 中條家忠
中條家忠（？—1577年10月21日），是日本戰國時代的武將。織田信長的家臣。別名秀正。通稱小一郎、左近將監。三河國八草城、廣見城城主。一般以中條將監之名而為人所知。

## 生平
出身不明。有是奧州出身的中條飛驒守的嫡男、尾張國春日井郡出身、三河國加茂郡八草村（現今豐田市八草町）出身等諸多說法。與以衣城為本據地的中條氏的關係亦不明，為了區別兩者而被稱為「八草中條氏」。
很早就仕於織田信長。天文21年（1552年）8月，與尾張下四郡守護代‧清洲城城主織田信友的戰鬥（萱津之戰）中奮戰，與柴田勝家一同討取敵方的家老坂井甚介。
永祿12年（1569年）8月，與同族的中條又兵衛一同參加進攻北畠氏的伊勢大河內城。在元龜元年（1570年）6月的姉川之戰中的前哨戰（6月22日，信長從虎御前山轉移陣地時與淺井軍的戰鬥，此戰被稱為「八相山的退口」（八相山の退口））中，與佐佐成政、簗田廣正一同擔任殿軍，與追撃的淺井軍戰鬥，家忠和又兵衛都在此戰中負傷。此外亦有參與元龜元年（1570年）9月的志賀之陣、天正2年（1574年）進攻長島一向一揆、天正5年（1577年）進攻雜賀等戰役。
在天正5年（1577年）3月建起秀興山正林寺（現今豐田市廣幡町），亦盡力復興因為被戰火波及而荒廢的猿投神社。在同年8月30日死去（『正林寺過去帳』）。被葬在正林寺。法名是德翁淨勝大禪定門。
兒子有長男彌十郎秀佳、次男莊助（勝助）2人，在信長死後仕於織田信雄。秀佳在朝鮮出兵中戰死，莊助在八草城陷落（被認為是在小牧長久手之戰中的戰事，詳細不明）後逃往足助。根據天正6年（1578年），猿投神社遷宮時留下的棟札上寫著「左近將監秀正」的兒子是「勝兵衛尉秀清」，不過秀佳和秀清是不是同一人則不得而知。